# ラゾーナ川崎

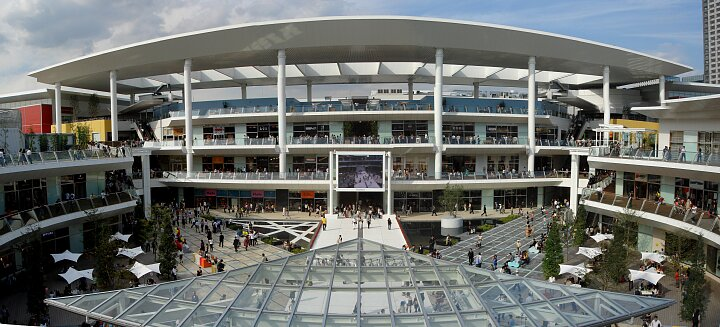
ラゾーナ川崎プラザ

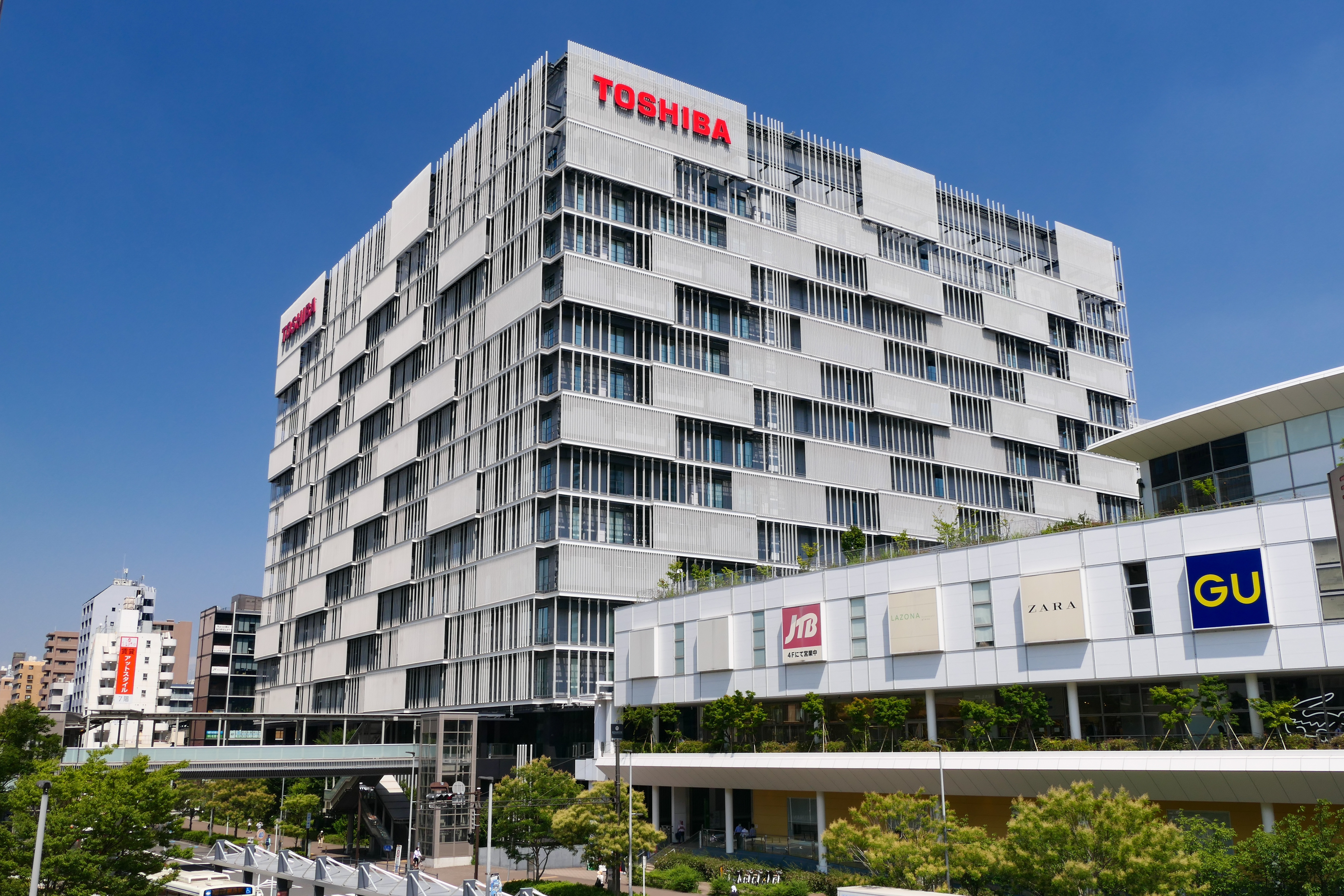
ラゾーナ川崎東芝ビル
東芝川崎本社事務所、東芝未来科学館などが入居する

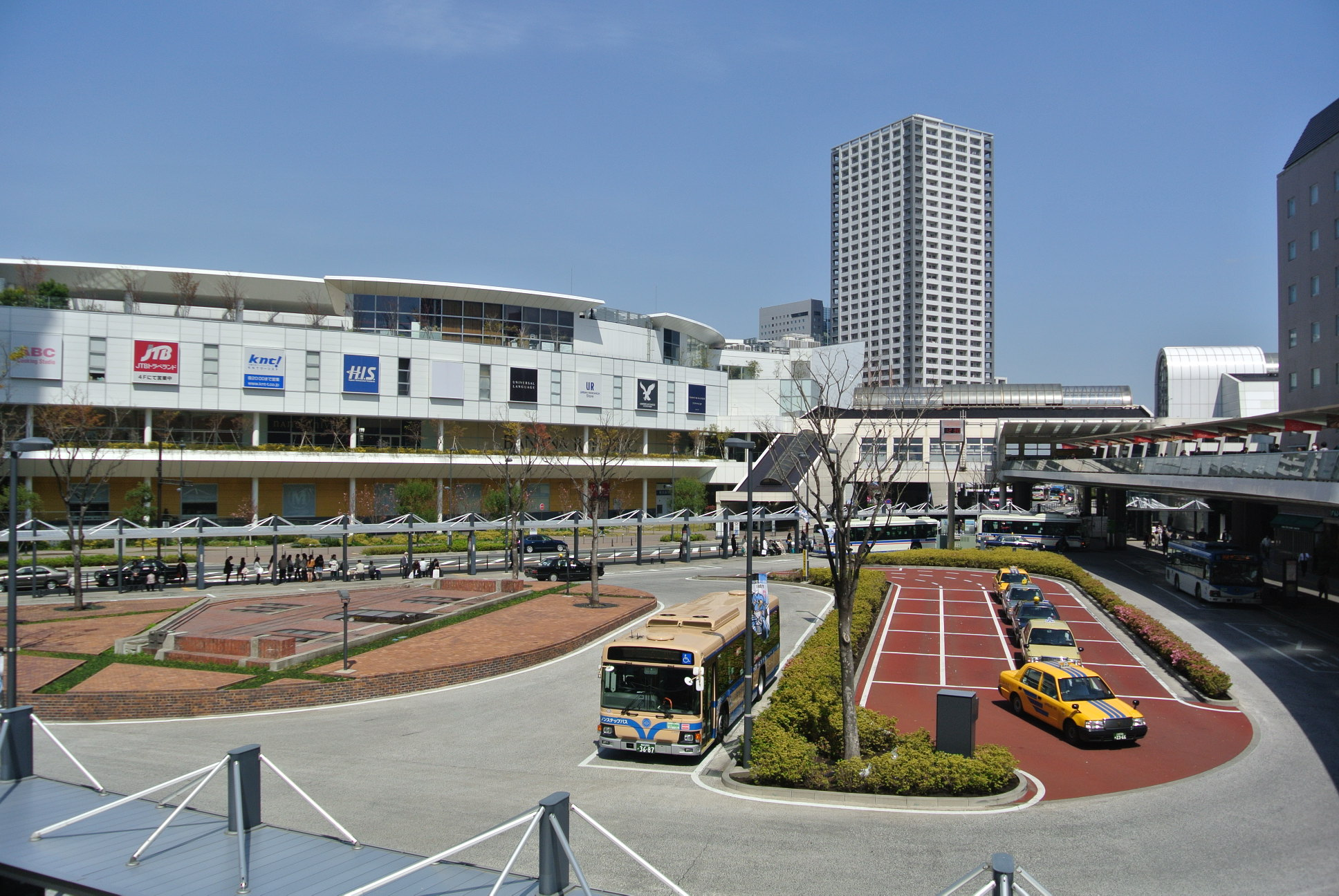
川崎駅西口北バスターミナル「ラゾーナ広場」

ラゾーナ川崎（ラゾーナかわさき）は、神奈川県川崎市幸区のJR川崎駅西口に所在する再開発地区である。「2007年度グッドデザイン賞」受賞。
「LAZONA（ラゾーナ）」は、「Lazo（スペイン語で縁、繋がり、絆、結合を表す語）」と「Zona（スペイン語で地域を表す語）」を組み合わせた造語。着工時に「ラゾーナ」を正式名称とすることが発表された。

## 概要
JR川崎駅には東口と西口の2つの出口があるが、京急川崎駅が東口方面にあり、商業施設の大半は東口側に立地していたため、駅の利用客のほとんどは東口を利用していた。西口の駅前には東芝の工場が立地していたため、西口を利用するのは幸区方面へ向かう路線バスの利用客や、川崎市産業振興会館の利用者などごく一部だけであった。
西口側は工場移転により空いた土地を活用する再開発事業が盛んに進められており、かわさきテクノピア地区には、明治製菓川崎工場の跡地にソリッドスクエアが開業した。川崎市主導の都市再生事業として西口バスターミナルも整備され、ミューザ川崎も開業した。

かつて川崎駅西口前にあった旧東芝川崎事業所は、1908年に東京電気川崎工場として稼動し、1945年に東京芝浦電気堀川町工場と改称（1998年7月に東芝川崎事業所へ改称）。同社の製品生産・技術開発の拠点として長い歴史を持つ事業所であったが、2000年3月に事業を終了し閉鎖された。
跡地の再開発を三井不動産、東芝、東芝不動産（のちNREG東芝不動産）が事業主体となって行い、2006年9月28日に商業ゾーン「ラゾーナ川崎プラザ」がオープンした。
翌2007年3月には住宅ゾーン「ラゾーナ川崎レジデンス」が竣工。同年4月1日にはラゾーナ川崎プラザ前に川崎駅西口北バスターミナル（2018年4月1日より停留所名を「川崎駅ラゾーナ広場」に改称）が供用開始され、川崎駅東口・西口発着の一部バス路線の乗り場が変更された。
「ラゾーナ川崎プラザ」は、東芝が保有する土地を三井不動産と東芝不動産が賃借し、テナントへの賃貸などの運営をららぽーとなどを展開する三井不動産商業マネジメントへ委託している。また、「ラゾーナ川崎レジデンス」は三井不動産と東芝不動産が共同で分譲を行った。
残された南西部の区画は2013年3月に業務ゾーン「ラゾーナ川崎東芝ビル」として東芝グループの新事業拠点となるオフィスビルが竣工。東芝の本社機能の大半を東京都港区芝浦の浜松町ビルディング（旧・東芝ビルディング）から移転し、東芝川崎本社事務所とした。また同ビルの2階には小向東芝町の研究開発センター内にあった東芝科学館が移転し、2014年1月に「東芝未来科学館」として開館した。
神奈川新聞の報道によれば、当時の川崎市長でラゾーナ川崎などの再開発事業を推進した阿部孝夫は、東芝の「川崎回帰」について「本社機能が川崎に集約されるのは大歓迎だ。積極的に誘致を進めていきたい」と語っていた。

## 建設中のラゾーナ川崎のギャラリー

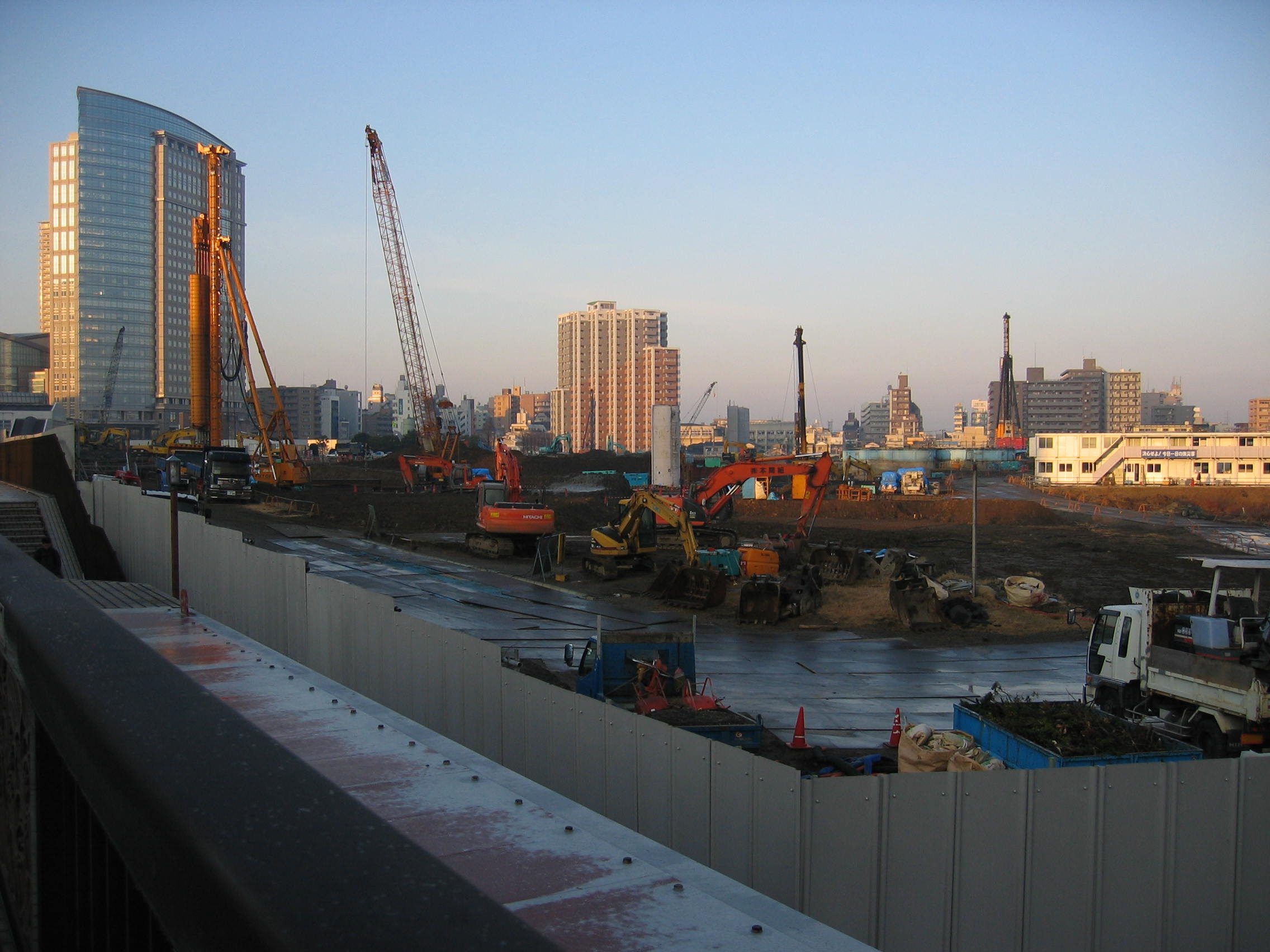
建設現場。幸町交差点南の立体交差上から。(2005年1月撮影)
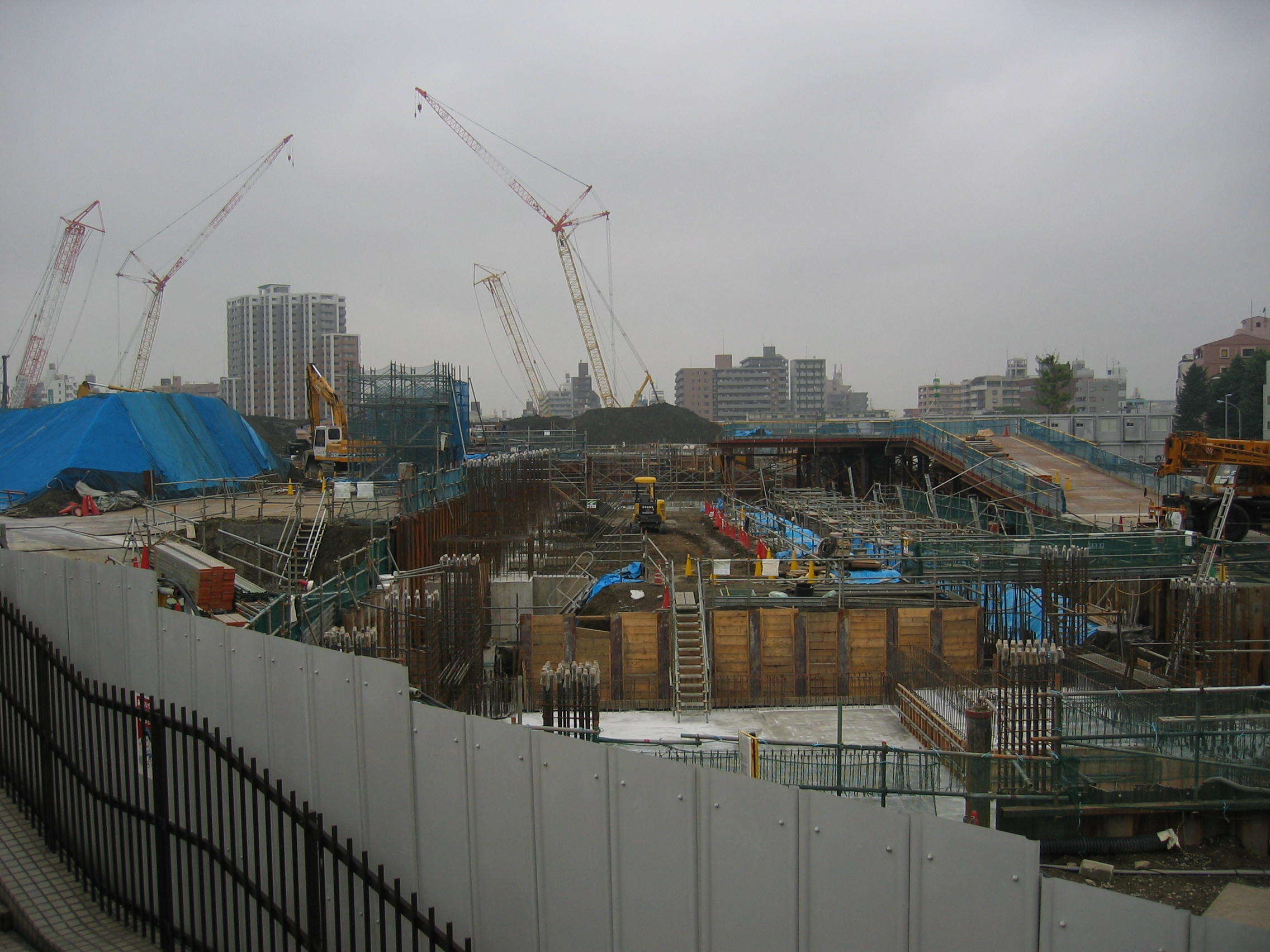
建設現場。幸町交差点南の立体交差上から。(2005年7月撮影)

## 川崎駅西口の再開発地区
- かわさきテクノピア - 明治製糖・明治乳業川崎工場跡地
  - ソリッドスクエア
- ミューザ川崎
  - ミューザ川崎シンフォニーホール
  - ミューザ川崎セントラルタワー
- ラゾーナ川崎 - 東芝川崎事業所（旧堀川町工場）跡地
  - ラゾーナ川崎プラザ
  - ラゾーナ川崎東芝ビル
    - 東芝未来科学館
- KAWASAKI DELTA
  - JR川崎タワー
  - ホテルメトロポリタン川崎
  - SUPERNOVA川崎